# Élections législatives autrichiennes de 2019
Les élections législatives autrichiennes de 2019 (en allemand : Nationalratswahl in Österreich 2019) ont lieu le 29 septembre 2019 afin de renouveler pour cinq ans les 183 députés du Conseil national de l'Autriche.
Ces élections législatives, qui devaient initialement être convoquées en 2022, sont anticipées de plusieurs années à la suite d'un scandale politique concernant le vice-chancelier et président du Parti de la liberté d'Autriche (FPÖ) Heinz-Christian Strache, alors partenaire minoritaire d'une coalition avec le Parti populaire autrichien (ÖVP) dirigé par le chancelier Sebastian Kurz. Le scandale mène le 18 mai à la démission de Strache, à la rupture de la coalition et à la tenue de nouvelles élections.
Le scrutin voit la victoire de l'ÖVP, qui obtient son meilleur résultat depuis 2002, aux dépens du FPÖ — alors mené par Norbert Hofer —, qui connaît un fort recul. Les élections voient également nettement progresser Les Verts et NEOS, au détriment du Parti social-démocrate (SPÖ) et de JETZT, qui perd l'intégralité de ses sièges. Les négociations sur la formation d'un gouvernement de coalition s'étalent sur les mois suivants, l'ÖVP ayant le choix entre plusieurs partenaires. Il conclut finalement un accord de coalition avec Les Verts, qui aboutit début janvier 2020 à la formation du gouvernement Kurz II.

## Contexte
Au cours des législatives d'octobre 2017, le Parti populaire (ÖVP), dirigé par Sebastian Kurz, remporte les élections avec un peu plus de 31 % des voix ; pour la première fois depuis 2002, les conservateurs constituent la première force politique représentée au Conseil national, suivi par le Parti social-démocrate (SPÖ), dirigé par le chancelier fédéral sortant Christian Kern, et le Parti de la liberté (FPÖ), formation d'extrême droite menée par Heinz-Christian Strache. De leur côté, Les Verts subissent une débâcle en recueillant le plus mauvais résultat de leur histoire, qui les prive d'une représentation parlementaire pour la prochaine législature.
À l'issue du scrutin, Sebastian Kurz est appelé par le président fédéral Alexander Van der Bellen à former le prochain gouvernement fédéral ; le 24 octobre, Kurz invite officiellement le FPÖ à démarrer des négociations pour la mise en œuvre d'une coalition. Heinz-Christian Strache accepte le jour même et les négociations commencent le lendemain. D'une durée habituelle d'environ deux mois, elles aboutissent à la formation du gouvernement Kurz I le 18 décembre.
Heinz-Christian Strache, devenu vice-chancelier, remet sa démission le 18 mai 2019, à huit jours des élections européennes et au lendemain de la publication d'une vidéo tournée en 2017 où on le voit demander à une femme se présentant comme la nièce d'un oligarque russe de racheter un journal et modifier sa ligne éditoriale en faveur du FPÖ, en échange de la concession de contrats publics. Kurz annonce dans la foulée la rupture de la coalition et la tenue prochaine d'élections anticipées. Le lendemain, le président Van der Bellen déclare souhaiter que le scrutin ait lieu en septembre, si possible dès le début du mois. Le 20 mai, après le limogeage du ministre de l'Intérieur Herbert Kickl, tous les ministres FPÖ démissionnent collectivement du gouvernement.
Le 27 mai, une motion de censure déposée par les écologistes de JETZT – Liste Pilz obtient le soutien du FPÖ et du SPÖ, ce qui permet son adoption et le renversement du gouvernement de Sebastian Kurz,. Le lendemain, le vice-chancelier Hartwig Löger lui succède par intérim, et ce jusqu'à la mise en place le 3 juin d'un nouveau gouvernement dirigé par la juriste indépendante Brigitte Bierlein, qui assure les affaires courantes jusqu'aux élections.

## Mode de scrutin

Carte des neuf Bundesländer autrichiens.

L'Autriche est une république semi-présidentielle dotée d'un parlement bicaméral. Sa chambre basse, le Conseil national, ou Nationalrat, est composée de 183 sièges pourvus pour cinq ans au scrutin proportionnel plurinominal avec listes bloquées, répartis dans neuf circonscriptions correspondant aux landers autrichiens à raison de 7 à 36 sièges par circonscription selon leur population. Ces neuf circonscriptions sont elles-mêmes subdivisées en un total de 43 circonscriptions régionales. Le seuil minimum de voix exigé d'un parti pour obtenir une représentation au parlement est fixé à 4 % ou un siège d'une circonscription régionale.
La clé de répartition proportionnelle se fait à la méthode de Hare au niveau régional puis d'Hondt au niveau fédéral. Bien que les listes soit bloquées, interdisant l'ajout de noms n'y figurant pas, les électeurs ont la possibilité d'exprimer une préférence pour un maximum de trois candidats, permettant à ces derniers d'être placés en tête de liste pour peu qu'ils totalisent un minimum de 14 %, 10 % ou 7 % des voix respectivement aux niveaux régional, des Länder, et fédéral. Le vote, non obligatoire, est possible à partir de l'âge de seize ans.

## Campagne
Dans un entretien accordé au début du mois d’août 2019 à l'ORF, Kurz déclare ne pas s'opposer à une reconduction de la coalition ÖVP-FPÖ après les élections, posant cependant pour condition l'absence de retour au gouvernement de l'ancien ministre de l'Intérieur Herbert Kickl en raison de son refus de démissionner après le début du scandale Ibiza. L'ÖVP fait par ailleurs campagne en promettant de lutter contre l'immigration illégale et l'islam politique.

### Partis et têtes de liste
| Parti | Parti                                                                             | Idéologie | Tête de liste         | Résultats en 2017          |
| ----- | --------------------------------------------------------------------------------- | --- | --------------------- | -------------------------- |
|       | Parti populaire autrichien (ÖVP) Österreichische Volkspartei                      | Centre droit Démocratie chrétienne, libéral-conservatisme                                                     | Sebastian Kurz        | 31,5 % des voix 62 députés |
|       | Parti social-démocrate d'Autriche (SPÖ) Sozialdemokratische Partei Österreichs    | Centre gauche Social-démocratie, progressisme                                                                 | Pamela Rendi-Wagner   | 26,9 % des voix 52 députés |
|       | Parti de la liberté d'Autriche (FPÖ) Freiheitliche Partei Österreichs             | Droite, à extrême droite Populisme de droite, national-conservatisme, libéralisme économique, euroscepticisme | Norbert Hofer         | 26,0 % des voix 51 députés |
|       | NEOS - La nouvelle Autriche et le Forum libéral (NEOS) NEOS – Das Neue Österreich | Centre Libéralisme, europhilie                                                                                | Beate Meinl-Reisinger | 5,3 % des voix 10 députés  |
|       | Maintenant (JETZT)                                                                | Centre gauche Social-libéralisme, écologie, europhilie                                                        | Maria Stern (de)      | 4,4 % des voix 8 députés   |
|       | Les Verts - L'Alternative verte (Grüne) Die Grünen – Die Grüne Alternative        | Centre gauche Écologie, europhilie                                                                            | Werner Kogler         | 3,8 % des voix 0 députés   |

## Résultats

### Nationaux
Les résultats préliminaires sont publiés le soir même du scrutin, et ne prennent pas en compte les électeurs ayant voté de manière anticipée par voie postale dont le nombre avoisine alors un peu plus d'un million. Les résultats officiels, votes par anticipation compris, sont rendus publics deux jours plus tard
|                           |                                                        |           |       |               |        |               |  |  |  |
| Partis                    | Partis                                                 | Voix      | %     | +/-           | Sièges | +/-           |  |  |  |
|                           | Parti populaire autrichien (ÖVP)                       | 1 789 417 | 37,46 | 5,99          | 71     | 9             |  |  |  |
|                           | Parti social-démocrate d'Autriche (SPÖ)                | 1 011 868 | 21,18 | 5,68          | 40     | 12            |  |  |  |
|                           | Parti de la liberté d'Autriche (FPÖ)                   | 772 666   | 16,17 | 9,80          | 31     | 20            |  |  |  |
|                           | Les Verts - L'Alternative verte (Grünen)               | 664 055   | 13,90 | 10,10         | 26     | 26            |  |  |  |
|                           | NEOS - La nouvelle Autriche et le Forum libéral (NEOS) | 387 124   | 8,10  | 2,80          | 15     | 5             |  |  |  |
|                           | Maintenant (JETZT)                                     | 89 169    | 1,87  | 2,54          | 0      | 8             |  |  |  |
|                           | Parti communiste d'Autriche Plus (KPÖ+)                | 32 736    | 0,69  | 0,09          | 0      | en stagnation |  |  |  |
|                           | Le changement (WANDL)                                  | 22 168    | 0,46  | Nv.           | 0      | en stagnation |  |  |  |
|                           | Parti de la bière (BIER)                               | 4 946     | 0,10  | Nv.           | 0      | en stagnation |  |  |  |
|                           | Mon vote compte ! (G!LT)                               | 1 767     | 0,04  | 0,91          | 0      | en stagnation |  |  |  |
|                           | Alliance pour l'avenir de l'Autriche (BZÖ)             | 760       | 0,02  | n/a           | 0      | en stagnation |  |  |  |
|                           | Parti de la gauche socialiste (SLP)                    | 310       | 0,01  | en stagnation | 0      | en stagnation |  |  |  |
|                           | Parti chrétien d'Autriche (CPÖ)                        | 260       | 0,01  | en stagnation | 0      | en stagnation |  |  |  |
|                           |                                                        |           |       |               |        |               |  |  |  |
| Suffrages exprimés        | Suffrages exprimés                                     | 4 777 246 | 98,80 |               |        |               |  |  |  |
| Votes blancs et invalides | Votes blancs et invalides                              | 58 223    | 1,20  |               |        |               |  |  |  |
| Total                     | Total                                                  | 4 835 469 | 100   | –             | 183    | en stagnation |  |  |  |
| Abstentions               | Abstentions                                            | 1 561 343 | 24,41 |               |        |               |  |  |  |
| Inscrits/Participation    | Inscrits/Participation                                 | 6 396 812 | 75,59 |               |        |               |  |  |  |

Résultats selon l'axe gauche/droite :
| Majorité absolue |     |      |     |     |
| ↓                |     |      |     |     |
| 26               | 40  | 15   | 71  | 31  |
| GRÜNEN           | SPÖ | NEOS | ÖVP | FPÖ |

### Par Land

#### Résumé
| Land           | ÖVP            | ÖVP  | SPÖ  | SPÖ  | FPÖ  | FPÖ  | Grünen | Grünen | NEOS | NEOS | JETZT | JETZT |     |
| Land           | %              | +/-  | %    | +/-  | %    | +/-  | %      | +/-    | %    | +/-  | %     | +/-   |     |
| -------------- | -------------- | ---- | ---- | ---- | ---- | ---- | ------ | ------ | ---- | ---- | ----- | ----- | --- |
| Land           | Basse-Autriche | 42,3 | 6,7  | 19,9 | 4,8  | 16,4 | 9,5    | 11,0   | 8,2  | 7,7  | 2,9   | 1,7   | 2,4 |
| Burgenland     | 38,3           | 5,4  | 29,4 | 3,5  | 17,3 | 7,9  | 8,1    | 6,1    | 4,9  | 2,0  | 1,3   | 1,6   |     |
| Carinthie      | 34,9           | 8,1  | 26,2 | 3,2  | 19,8 | 12,0 | 9,5    | 7,1    | 6,8  | 2,5  | 1,7   | 1,9   |     |
| Haute-Autriche | 36,8           | 5,3  | 22,1 | 5,5  | 17,5 | 9,3  | 13,7   | 10,0   | 7,3  | 2,5  | 1,5   | 2,2   |     |
| Salzbourg      | 46,4           | 8,7  | 16,4 | 5,9  | 13,7 | 10,7 | 12,6   | 8,6    | 8,4  | 2,7  | 1,4   | 2,1   |     |
| Styrie         | 38,9           | 7,4  | 19,2 | 5,9  | 18,5 | 11,0 | 13,0   | 10,2   | 7,1  | 2,1  | 1,7   | 2,2   |     |
| Tyrol          | 45,8           | 7,4  | 13,0 | 7,8  | 14,7 | 10,3 | 14,7   | 10,2   | 8,9  | 3,1  | 1,7   | 2,1   |     |
| Vienne         | 24,6           | 3,0  | 27,1 | 7,4  | 12,8 | 8,5  | 20,7   | 14,8   | 9,9  | 3,4  | 3,0   | 4,6   |     |
| Vorarlberg     | 36,6           | 1,9  | 13,1 | 4,7  | 14,7 | 9,7  | 18,1   | 10,9   | 13,6 | 4,5  | 2,1   | 0,8   |     |

### Par divisions administratives

Parti arrivé en tête par Land.
Parti arrivé en tête par circonscription régionale. Les carrés indiquent les sièges obtenus par parti (« Grundmandate »).
Parti arrivé en tête par district.
Parti arrivé en tête par communes (Gleichstand = égalité).

## Analyses et conséquences

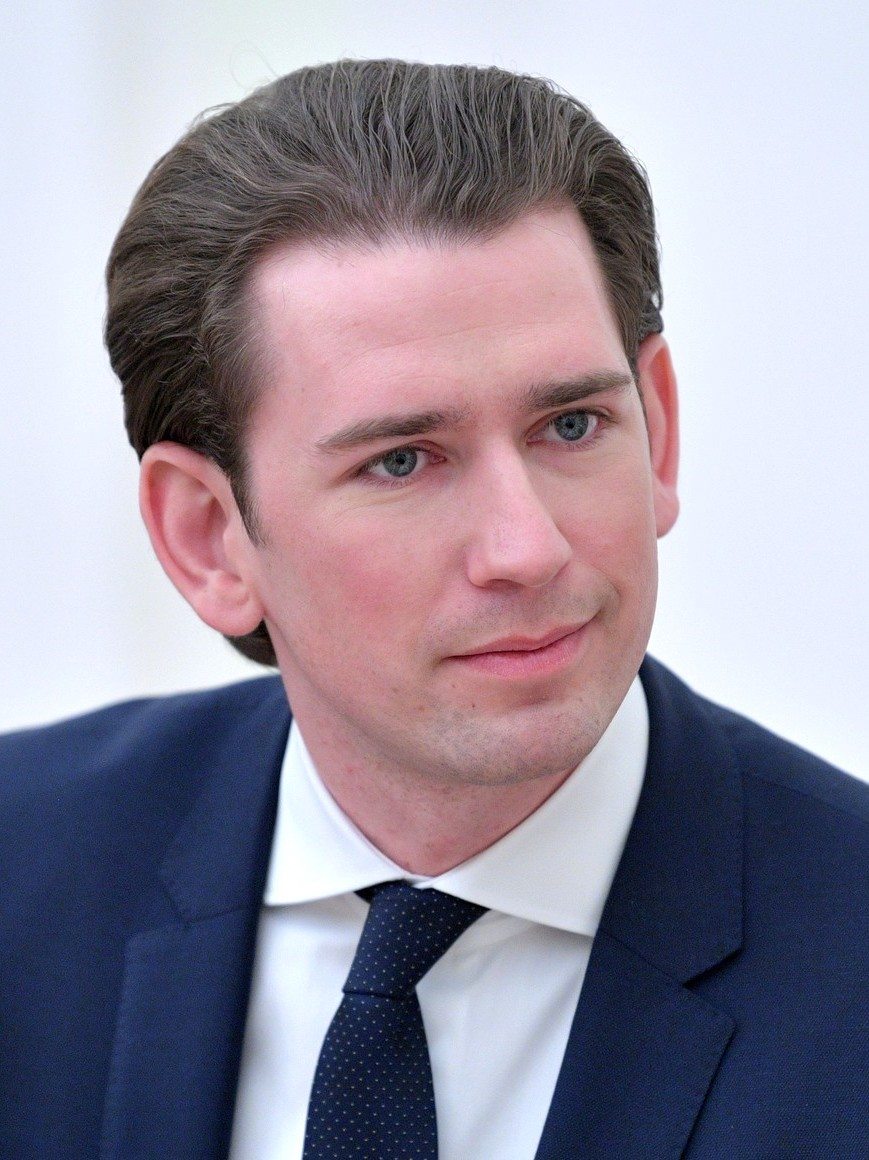
Sebastian Kurz, dirigeant de l'ÖVP.

Grand gagnant des législatives, Sebastian Kurz semble assuré de retrouver, à 33 ans, sa fonction de chancelier, l'ÖVP arrivant largement en tête,. Le parti obtient son meilleur résultat depuis 2002, et semble capitaliser sur la défaite du FPÖ. Ce dernier connait en effet un important recul, même s'il conserve sa troisième place. Le SPÖ réalise un résultat historiquement bas tandis que les Grünen et NEOS réalisent le meilleur résultat de leur histoire. Le parti JETZT passe, lui, sous le seuil des 4 % et perd toute représentation au Parlement,.
Les négociations s'annoncent cependant difficiles, l'ÖVP étant confronté à plusieurs choix de partenaires présentant chacun leurs défauts. La reconduction de la coalition avec le FPÖ, partenaire considéré comme privilégié par Sebastian Kurz en raison notamment de leurs vues communes sur l'immigration, est rendue difficile par la contre-performance du FPÖ, qui pourrait pousser le parti à envisager une cure d'opposition pour se reconstruire. Le soir du scrutin, son dirigeant, Norbert Hofer, annonce que le parti se prépare à l'opposition, sauf en cas d'échec des négociations de l'ÖVP avec les autres partis.
Les sociaux-démocrates, qui subissent également une défaite avec la perte d'un quart de leurs sièges, annoncent exclure toute coalition avec l'ÖVP. Les électeurs du Parti populaire sont par ailleurs pour une grande partie opposés à la reconduction d'une grande coalition ÖVP-SPÖ, une formule usée et décriée en Autriche après quarante-quatre ans de gouvernement dans l'après-guerre. Kurz pourrait par conséquent se tourner vers Grünen, voire une coalition élargie avec Grünen et NEOS, petit parti libéral ayant la faveur de la droite. Grünen occupe cependant une position radicalement opposée à celle de Kurz sur l'immigration, rendant difficile la mise en place d'une politique commune.
Le 1er janvier 2020, Kurz annonce un accord de coalition avec Les Verts - L'Alternative verte, qui obtient la création d'un ministère de l'Environnement et le poste de vice-chancelier pour son chef Werner Kogler.

### Analyse sociologique
| Catégorie                                             | ÖVP  | SPÖ  | FPÖ  | Grünen | NEOS | JETZT | KPÖ | WANDL |
| ----------------------------------------------------- | ---- | ---- | ---- | ------ | ---- | ----- | --- | ----- |
| Catégorie                                             |      |      |      |        |      |       |     |       |
| Sexe                                                  |      |      |      |        |      |       |     |       |
| Hommes                                                | 38 % | 22 % | 21 % | 10 %   | 5 %  | 2 %   | 1 % | -     |
| Femmes                                                | 36 % | 22 % | 11 % | 17 %   | 11 % | 2 %   | -   | -     |
| Âge                                                   |      |      |      |        |      |       |     |       |
| Moins de 29 ans                                       | 27 % | 14 % | 20 % | 27 %   | 8 %  | 3 %   | -   | 1 %   |
| 30-59 ans                                             | 38 % | 20 % | 16 % | 14 %   | 9 %  | 3 %   | 1 % | -     |
| Plus de 60 ans                                        | 43 % | 31 % | 13 % | 5 %    | 6 %  | 1 %   | -   | 1 %   |
| Âge et sexe                                           |      |      |      |        |      |       |     |       |
| Hommes de moins de 44 ans                             | 34 % | 15 % | 23 % | 17 %   | 7 %  | 3 %   | -   | 1 %   |
| Hommes de plus de 45 ans                              | 42 % | 27 % | 19 % | 5 %    | 3 %  | 2 %   | 2 % | -     |
| Femmes de moins de 44 ans                             | 28 % | 17 % | 12 % | 27 %   | 13 % | 2 %   | -   | -     |
| Femmes de plus de 45 ans                              | 42 % | 26 % | 11 % | 10 %   | 9 %  | 1 %   | -   | 1 %   |
| Statut                                                |      |      |      |        |      |       |     |       |
| Ouvrier                                               | 21 % | 23 % | 48 % | 1 %    | 2 %  | 2 %   | 3 % | -     |
| Employé                                               | 40 % | 18 % | 12 % | 18 %   | 11 % | 1 %   | -   | -     |
| Actifs                                                | 34 % | 20 % | 19 % | 14 %   | 9 %  | 2 %   | 1 % | -     |
| Retraité                                              | 45 % | 31 % | 13 % | 5 %    | 6 %  | -     | -   | -     |
| Études                                                |      |      |      |        |      |       |     |       |
| École obligatoire                                     | 29 % | 33 % | 21 % | 10 %   | 6 %  | -     | 1 % | -     |
| Apprentissage                                         | 43 % | 23 % | 24 % | 3 %    | 5 %  | 2 %   | -   | -     |
| BMS                                                   | 45 % | 21 % | 18 % | 6 %    | 9 %  | 1 %   | -   | -     |
| Baccalauréat                                          | 32 % | 18 % | 5 %  | 27 %   | 10 % | 5 %   | -   | 1 %   |
| Université                                            | 30 % | 14 % | 4 %  | 37 %   | 12 % | 1 %   | 1 % | 2 %   |
| Sexe et études                                        |      |      |      |        |      |       |     |       |
| Hommes n'ayant pas le bac                             | 40 % | 24 % | 27 % | 3 %    | 3 %  | 2 %   | 1 % | -     |
| Hommes ayant le bac                                   | 35 % | 15 % | 5 %  | 27 %   | 9 %  | 4 %   | 1 % | 1 %   |
| Femmes n'ayant pas le bac                             | 41 % | 25 % | 16 % | 7 %    | 10 % | 1 %   | -   | -     |
| Femmes ayant le bac                                   | 27 % | 17 % | 4 %  | 36 %   | 13 % | 2 %   | -   | 1 %   |
| Situation de l'Autriche depuis 2017                   |      |      |      |        |      |       |     |       |
| Évolution positive                                    | 61 % | 3 %  | 30 % | 1 %    | 4 %  | 1 %   | -   | -     |
| Évolution négative                                    | 8 %  | 43 % | 4 %  | 30 %   | 9 %  | 4 %   | 2 % | 1 %   |
| Pas de changement                                     | 44 % | 19 % | 13 % | 10 %   | 12 % | 2 %   | -   | -     |
| Satisfaction du travail gouvernemental (Kurz/Strache) |      |      |      |        |      |       |     |       |
| Assez/Très satisfait                                  | 63 % | 2 %  | 28 % | 1 %    | 5 %  | -     | -   | -     |
| Pas du tout/Peu satisfait                             | 8 %  | 44 % | 2 %  | 30 %   | 11 % | 4 %   | 1 % | 1 %   |
| Comportement de vote                                  |      |      |      |        |      |       |     |       |
| Rapide à se décider                                   | 40 % | 24 % | 18 % | 12 %   | 4 %  | 1 %   | -   | -     |
| Indécis                                               | 30 % | 18 % | 10 % | 18 %   | 17 % | 4 %   | 1 % | 1 %   |

### Transferts de voix
| Vote en 2017 | ÖVP  | SPÖ  | FPÖ  | Grünen | NEOS | JETZT | Autres | Abstention |
| ------------ | ---- | ---- | ---- | ------ | ---- | ----- | ------ | ---------- |
| Vote en 2017 |      |      |      |        |      |       |        | Abstention |
| ÖVP          | 86 % | 1 %  | 1 %  | 3 %    | 5 %  | 0 %   | 0 %    | 3 %        |
| SPÖ          | 5 %  | 68 % | 2 %  | 14 %   | 3 %  | 1 %   | 0 %    | 6 %        |
| FPÖ          | 20 % | 3 %  | 54 % | 2 %    | 2 %  | 0 %   | 1 %    | 18 %       |
| NEOS         | 2 %  | 0 %  | 1 %  | 34 %   | 55 % | 1 %   | 1 %    | 7 %        |
| PILZ         | 3 %  | 1 %  | 1 %  | 40 %   | 13 % | 26 %  | 1 %    | 13 %       |
| Grünen       | 1 %  | 0 %  | 2 %  | 80 %   | 10 % | 1 %   | 1 %    | 5 %        |
| Autres       | 17 % | 9 %  | 2 %  | 20 %   | 12 % | 4 %   | 24 %   | 13 %       |
| Abstention   | 2 %  | 3 %  | 1 %  | 2 %    | 1 %  | 1 %   | 1 %    | 89 %       |

## Formation du gouvernement

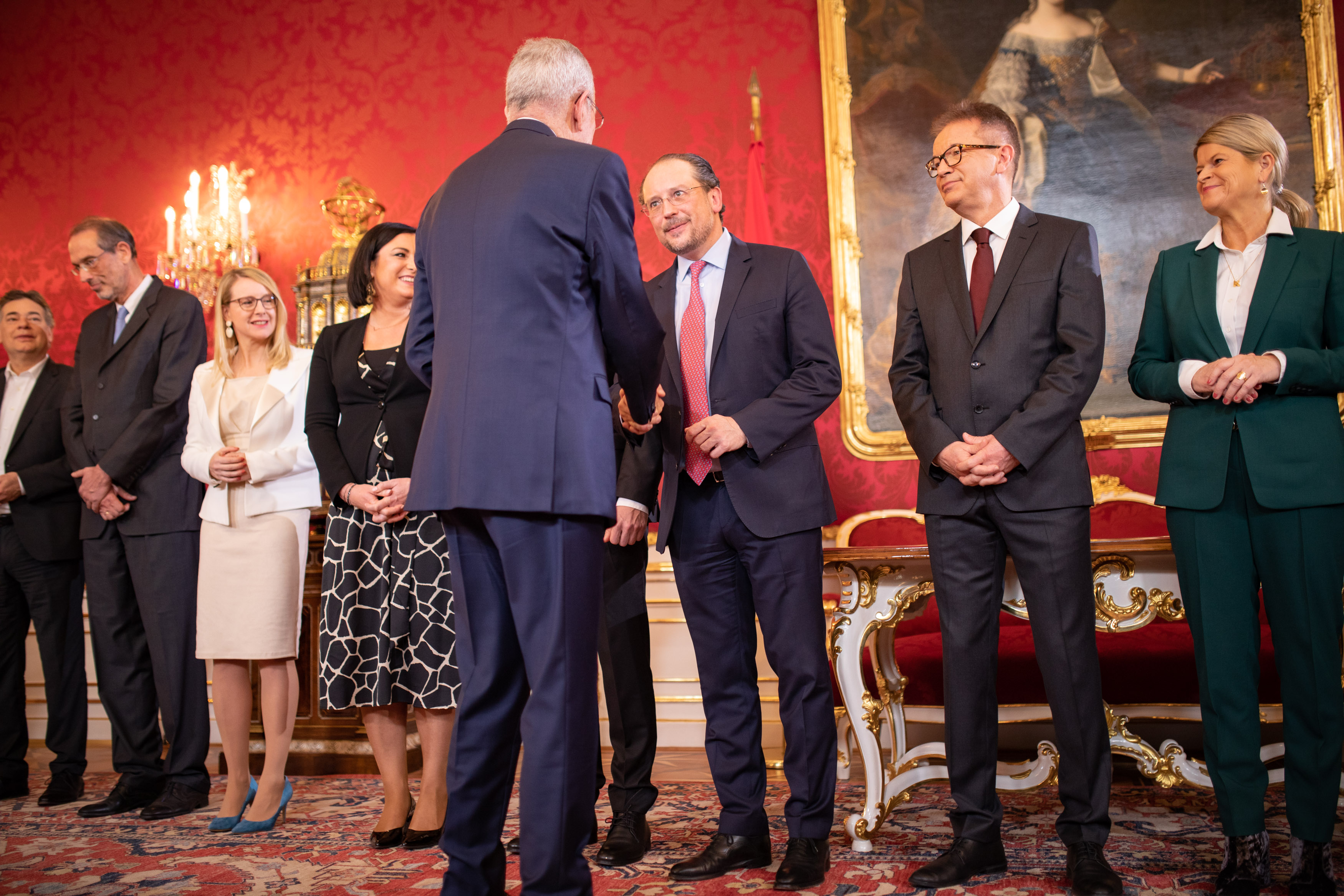
Le président Van der Bellen recevant les nouveaux ministres le 7 janvier.

L'ÖVP et les Grünen scellent leur accord et le présentent le 2 janvier 2020, soit 95 jours après les élections législatives. Il aboutit au retour de Kurz à la chancellerie et à la désignation du chef des écologistes Werner Kogler comme vice-chancelier. Le dirigeant chrétien-démocrate explique que leur entente concilie « le meilleur des deux mondes » en « protégeant les frontières et le climat ». Les Verts se voient attribuer un grand ministère de l'Environnement, ainsi que les ministères des Affaires sociales, de la Fonction publique, et de la Justice, ce dernier revenant à Alma Zadić, qui devient la première ministre autrichienne issue de l'immigration. Le Parti populaire réunit quant à lui dix ministères, notamment ceux de l'Intérieur, des Finances et des Affaires étrangères,.
Cette alliance, largement souhaitée par la population selon les enquêtes d'opinion, constitue la première expérience gouvernementale des écologistes autrichiens au niveau fédéral. Elle rassemble les principaux engagements des deux partis, à savoir pour les conservateurs la lutte contre l'immigration illégale par le refus de participer au mécanisme européen de répartition et l'expulsion des Afghans déboutés du droit d'asile, ainsi qu'une baisse des impôts ; et pour les écologistes, le soutien aux énergies renouvelables et le combat pour la transparence et contre la corruption — qui mine régulièrement la vie politique du pays.